# 섀넌 스터지스
섀넌 스터지스(Shannon Sturges, 1968년 1월 3일 ~ )는 미국의 배우이다.
할리우드에서 태어났다.

## 출연 작품
- 크리스마스 프로포즈 (2008년)
- 저주의 그림자 (2006년)
- S.W.A.T. 특수기동대 (2003년)
- 스네이크 (1999년)
- 컨빅트 762 (1997년)

### 텔레비전
- 우리 생애 나날들 (1991-92)
- Once and Again (2000-01)